# Fritz Büchtger
Fritz Büchtger (* 14. Februar 1903 in München; † 26. Dezember 1978 in Starnberg) war ein deutscher Komponist, Dirigent, Chorleiter und Musikdozent des 20. Jahrhunderts.

## Leben und Wirken
Der Vater von Fritz Büchtger war ein bekannter Kunstmaler, der als russischer Staatsbürger deutscher Abstammung in St. Petersburg geboren wurde und unter anderem bei Ilja Repin studiert hatte. Später ging dieser nach München und heiratete dort die Tochter eines bayerischen Generals. Auf Wunsch seiner Eltern sollte Fritz Büchtger die Offizierslaufbahn einschlagen und besuchte deshalb zunächst die örtliche Kadettenschule. Später konnte er seinen Wunsch durchsetzen, Musiker zu werden und begann in den 1920er Jahren sein Studium an der damaligen Akademie der Tonkunst in München, und zwar in den Fächern Komposition, Chorleitung, Klavier und Musikgeschichte. Seine Dozenten waren Eberhard Schwickerath, Anton Beer-Walbrunn und Hermann Wolfgang von Waltershausen. Im Jahr 1928 heiratete er die Bildhauerin Elisabeth Cullmann. Fritz Büchtger war schon frühzeitig auf der Suche nach eigenen Wegen in der Musik und wollte die Neue Musik auch in seiner Heimatstadt bekannt machen. Dies führte im Jahr 1927 zur Gründung der Vereinigung für zeitgenössische Musik in München, deren Leitung er viele Jahre lang innehatte. Unterstützung in diesem Vorhaben kam von so bekannten Komponisten wie Carl Orff, Werner Egk, Hermann Scherchen und dem Pianisten Udo Dammert; insbesondere der Dirigent Hermann Scherchen wirkte hier als geistiger Kopf der Vereinigung. Diese brachte in den Folgejahren die Uraufführung bzw. Münchner Erstaufführung von etwa 170 Werken von Alban Berg, Arnold Schönberg, Paul Hindemith, Bela Bartók, Igor Strawinsky und Alexander Tscherepnin in die Konzertsäle. Von 1929 bis 1931 veranstaltete die Vereinigung neben zahlreichen Einzelkonzerten noch vier Festwochen für Neue Musik, die hierfür bahnbrechend in München gewesen waren. Dazu gehören unter anderem die Aufführung von Hindemiths Kammermusik Nr. 5 und Lehrstück sowie Igor Strawinskys Histoire du soldat (Die Geschichte vom Soldaten) vor einer überwiegend konservativen bayerischen Zuhörerschaft. Hervorzuheben ist die als historisch anzusehende Uraufführung der Viertelton-Oper Matka (Die Mutter) von Alois Hába unter Leitung von Hermann Scherchen im Jahr 1931.
Ab dem Beginn der nationalsozialistischen Herrschaft in Deutschland im Jahr 1933 wurde die Situation für neuere Musik so schwierig, dass Büchtger die Aufführung seiner Konzerte nur noch sehr eingeschränkt fortsetzen konnte, nämlich in der Neuen Musikalischen Arbeitsgemeinschaft. Er schloss sich allerdings der SA an, beantragte am 26. Mai 1937 die Aufnahme in die NSDAP und wurde rückwirkend zum 1. Mai desselben Jahres aufgenommen (Mitgliedsnummer 4.588.728). In dieser Zeit verlegte sich der Komponist mehr auf die Schaffung vieler Vokalwerke und leitete, auch in Verbindung mit der Rudolf-Steiner-Schule, Arbeiter-Chöre sowie Laiengruppen, Sing- und Spielkreise, bis er im Jahr 1940 zur Wehrmacht eingezogen wurde. Nach dem Zweiten Weltkrieg nahm Büchtger seine vielseitige musikalische Aktivität wieder auf, veröffentlichte Kompositionen, gab Unterricht und organisierte Konzerte. Seine Werke wurden mit Erfolg bei internationalen Musikfesten sowie von zahlreichen Rundfunkanstalten im In- und Ausland aufgeführt. Nachdem im Jahr 1946 das Studio für Neue Musik gegründet worden war, übernahm er 1948 die Leitung dieses Instituts sowie die Leitung der Münchner Jugendmusikschule; wegen seines großen Engagements kam es im gleichen Jahr zu seiner Ernennung zum Vorstand des Instituts für Neue Musik und Musikerziehung in Darmstadt. In den Folgejahren wurde Büchtger 1952 Präsident der Musikalischen Jugend Deutschland und Direktor der Münchner Jugendmusikschule, 1956 Vorsitzender des Verbandes deutscher Oratorien- und Kammerchöre, 1955 Vizepräsident und 1960 Präsident des Verbandes Deutscher Musikerzieher und konzertierender Künstler. Er organisierte in den drei Jahrzehnten nach dem Zweiten Weltkrieg zehn Musikfestivals und etwa 700 Konzerte, in welchen 2800 Werke moderner Musik vorgestellt wurden. Fritz Büchtger wurde im Jahr 1953 mit dem Musikpreis der Stadt München, kurz darauf mit dem Bundesverdienstkreuz erster Klasse und 1973 mit dem Bayerischen Verdienstorden geehrt; hinzu kam im Jahr 1977 der Schwabinger Kunstpreis. Büchtger starb am 2. Weihnachtsfeiertag 1978 in Starnberg und wurde im alten Teil des Münchner Waldfriedhofs beigesetzt.

## Bedeutung
Bis zum Jahr 1945 hielt sich Fritz Büchtger in seinen Werken an den traditionellen Stil des Dur-Moll-Systems oder an den noch älteren Stil der Modalen Tonleitern. Ab 1947 wandte er sich der Zwölftonmusik zu, bei der er in ihrer strengen Form eine höhere geistige Weltordnung sah. Er verwendete in seinen Werken jedoch keine mathematisch abgeleitete Aneinanderreihung dieser zwölf gleichberechtigten Tonstufen, sondern versuchte, mittels sensiblem Durchhören von Ton zu Ton einen Bezug dieser zwölf Töne zueinander zu vermitteln. Unterstützt wird dieser Grundgedanke von seinem Glauben an eine Zahlenmystik und von seiner tief ernsten anthroposophischen Lebenshaltung und Weltanschauung. Sein Oratorium Der weiße Reiter (1948) ist sein erstes größeres Werk in der Zwölftonmusik, hier in einer einfachen und verständlichen Harmonik. In einem Brief vom 19. Januar 1957 an Büchtger schrieb Alexander Tscherepnin über Büchtgers Musik, dass diese einen „eigenen, unverwechselbaren Klang“ habe und „granitfest und tief rührend“ sei.
Das vielseitige kompositorische Werk Büchtgers enthält Vokalmusik, Kammermusik und Orchesterwerke. Die Bedeutung seiner Vokalmusik liegt zum Teil auch in der bewussten Wahl der zugrunde liegenden literarischen Texte: Seine Lieder beruhen auf Texten von Rudolf Binding, Matthias Claudius, Joseph von Eichendorff, Stefan George, Friedrich Hölderlin, Franz Kafka, Marie Luise Kaschnitz, Christian Morgenstern, Jacques Prévert, Rainer Maria Rilke und Giuseppe Ungaretti. Im Mittelpunkt seines Schaffens stehen jedoch seine zahlreichen Oratorien, davon viele kleinere Kammeroratorien. Sie vermitteln in ihrer differenzierten, farbigen Klanglichkeit dem Hörer einen tiefen Ernst und eine dem Text entsprechende Gefühlsintensität.
Büchtger hatte nie eine feste Anstellung. Er wirkte als ideenreicher Initiator und organisierte seine Vorhaben mit größtem persönlichen Einsatz. Zu einer festen Einrichtung in München hatte sich das Studio für Neue Musik entwickelt, das er bis zu seinem Ableben selbständig führte; beraten und unterstützt wurde er darin von so bekannten Komponisten und Interpreten wie Günter Bialas, Peter Michael Hamel, Robert Maximilian Helmschrott, Wilhelm Killmayer oder Edith Urbanczyk. Auf dem Weg über dieses internationale Forum für alle Arten der neueren Musik bekamen viele zeitgenössische Komponisten die Chance zur Aufführung ihrer Werke. Fritz Büchtger genoss in München einen hervorragenden Ruf nicht nur als Komponist, sondern auch als Organisator und Musikpädagoge.

## Werke (Auswahl)
Ein ausführliches Werkverzeichnis befindet sich bei Franz Riemer in Komponisten der Gegenwart, hrsg. von Hanns-Werner Heister / Walter-Wolfgang Sparrer, Loseblattsammlung, München 1992 und folgende.
- Oratorien und Kantaten
  - Flamme op. 5, 1932, Text: Stefan George
  - Hymnen an das Licht op. 13, 1938, Text: nach den Ghaselen, aus dem Persischen von Friedrich Rückert für Bariton oder mittlere Frauenstimme und Orchester
  - Feierstunde zum Gedenken der Machtergreifung der NSDAP am 30. Januar 1933, 1943, Text: Harald Rehm, für Singstimmen, Sprecher, Chor und Instrumente
  - Der weiße Reiter op. 34, 1948, Oratorium nach der Apokalypse des Johannes für Bariton, gemischten Chor und Orchester
  - Die Auferstehung op. 45, 1954, Oratorium nach Matthäus für gemischten Chor und Orchester
  - Das gläserne Meer op. 43, 1954, Oratorium nach der Apokalypse des Johannes für Bariton, gemischten Chor und Orchester
  - Die Verklärung op. 49, 1956, Kammeroratorium nach Lukas und Matthäus für Bariton, Frauenstimmen und Streichorchester
  - Die Himmelfahrt Christi op. 51, 1956, Oratorium für Bariton, gemischten Chor und Orchester
  - Pfingsten op. 52, 1957, Oratorium für Bariton, gemischten Chor und Orchester
  - Das Weihnachtsoratorium op. 57, 1959, für Singstimmen, Flöte, Oboe und Streichorchester
  - Das Christophorus-Spiel (ohne Opuszahl), 1961, Text: Caroline von Heydebrand, zwölf Lieder für Solostimmen, Chor und Instrumente ad libitum
  - Johannes der Täufer op. 62, 1962, Oratorium für Bariton, gemischten Chor und Orchester
  - Hephzibah (ohne Opuszahl), 1964/65
  - Gott ist Geist op. 78, 1965, fünf Motetten für vier Solostimmen oder gemischten Chor und Orgel oder sieben Streichinstrumente
  - Der Engel, der das Wasser bewegte op. 71, 1965, Text: Thornton Wilder, Musikalische Szene für Soli und Orchester
  - Die Botschaft op. 91, 1970, Text: Franz Kafka, für Bariton und Orchester
  - Du hast den Drachen unter deine Füße getan op. 93, 1970, für Soli ad libitum, gemischten Chor und 15 Instrumente
  - Das Gesicht des Hesekiel op. 102, 1972, für Bariton, Frauenstimmen und 15 Instrumente
- Werke für Chor a cappella
  - Drei kleine Motetten, 1932
  - Hymnen op. 8, 1934, Texte: Otto Erich Hartleben bzw. Johann Wolfgang von Goethe
  - Serenata im Walde zu singen op. 10, 1935, Text: Matthias Claudius
  - Heitere Weisheit op. 11, 1937, Text: Johann Wolfgang von Goethe
  - Tierbilder op. 12, 1937, sechs heitere Chorlieder
  - Sieben Chöre nach Christian Morgenstern op. 29, 1946
  - Dante-Chöre op. 37, 1948
  - Rilke-Chöre op. 67, 1962
  - Ihr habt nun Traurigkeit (ohne Opuszahl), 1975
- Lieder mit Klavierbegleitung
  - Das Buch der Liebe, Sammelband verschiedener Liederzyklen, 1933 bis 1970, Texte: Christian Morgenstern, E. E. Cummings und andere
  - Lichter und Sterne. Sechs Lieder mit Klavier nach Texten romantischer Dichter op. 23, 1940
  - Der Tanz auf der Wolke op. 38, 1949, Text nach Li Tai-po, deutsch von Klabund, für Singstimme, Flöte, Violine und Viola
  - An die Geliebte op. 40, 1950, Text von verschiedenen Dichtern
  - Orpheus op. 41, 1950
  - Chansons irrespectueuses (ohne Opuszahl), 1962, Text: Jacques Prévert
  - Le miroir brisé (ohne Opuszahl), 1962, Text: Jacques Prévert
  - Vor der Tür (ohne Opuszahl), 1976, 23 Texte verschiedener Dichter, für Gesang und Klavier oder Orchester
  - Was Unguaz. Unheimliche Geschichten (ohne Opuszahl), 1976, Texte: Christian Morgenstern und Hans Carl Artmann
- Bühnenwerke
  - Mensch, gib acht! op. 20, 1939, Text: Josef Weinheber, Kalenderspiel für tiefe Stimme, Flöte und Streicher
  - Der Spielhansl op. 28, 1946, Text: Fritz Büchtger nach den Gebrüdern Grimm, Spiel für Sopran, Tenor, Bass, gemischten Chor und Orchester
- Orchesterwerke
  - Musik für kleines Orchester op. 9, 1935
  - Konzert für Streichorchester op. 42, 1953
  - Konzert für Orchester op. 50, 1957
  - Concertino I op. 59, 1960, für Oboe, Violine, Violoncello und Streichorchester
  - Spiegelungen II op. 63, 1961, für Streichorchester
  - Concertino II op. 65, 1962, für Klavier, Bläser, Streicher, Vibraphon und Schlagzeug
  - Konzert für Orchester (ohne Opuszahl), 1963
  - Konzert für Violine und Streicher op. 68, 1963
  - Stufen, Orchesterkonzert op. 76, 1966
  - Schichten - Bögen (ohne Opuszahl), 1970, 2. Fassung 1972
  - Ascensio op. 108, 1973
- Kammermusik
  - Petite Sonate (ohne Opuszahl), 1930
  - Streichquartett Nr. 1 op. 36, 1948
  - Streichquartett Nr. 2 op. 55, 1958
  - Streichquartett Nr. 3 op. 82, 1967
  - Streichquartett Nr. 4 op. 89, 1969
  - Streichquartett Nr. 5 op. 103, 1972
  - Streichquartett Nr. 6 op. 106, 1973
  - Strukturen für Nonett op. 87, 1968
  - Klavierquartett op. 101, 1972
  - Klaviertrio op. 110, 1974
- Kultische Musik
  - Musik zur Menschenweihehandlung op. 100, 1971, für sieben Streichinstrumente
  - weitere Musik für die »Christengemeinschaft« in verschiedenen Besetzungen, Manuskript.